# 剑河乡
剑河乡，是中华人民共和国四川省绵阳市盐亭县曾经下辖的一个乡。2019年12月，撤销剑河乡，将其所属行政区域划归鹅溪镇管辖。

## 行政区划
剑河乡撤销前下辖以下地区：
军民村、玉霞村、剑河村、天古村、砚台村和莲云村。